# Fumie Suguri
Fumie Suguri (jap. 村主章枝 Suguri Fumie; ur. 31 grudnia 1980 w Chiba) – japońska łyżwiarka figurowa, startująca w konkurencji solistek. Dwukrotna uczestniczka igrzysk olimpijskich (2002, 2006), trzykrotna mistrzyni czterech kontynentów (2001, 2003, 2005), srebrna (2006) i dwukrotnie brązowa (2002 i 2003) medalistka mistrzostw świata, złota medalistka finału cyklu Grand Prix (2003), pięciokrotna mistrzyni swojego kraju (1997, 2001-2003, 2006).

## Osiągnięcia
| Zawody                                | 92–93          | 93–94          | 94–95          | 95–96          | 96–97          | 97–98          | 98–99          | 99–00          | 00–01          | 01–02          | 02–03          | 03–04          | 04–05          | 05–06          | 06–07          | 07–08          | 08–09          | 09–10          | 10–11          | 11–12          | 12–13          | 13–14          |                |                |
| Międzynarodowe                        | Międzynarodowe | Międzynarodowe | Międzynarodowe | Międzynarodowe | Międzynarodowe | Międzynarodowe | Międzynarodowe | Międzynarodowe | Międzynarodowe | Międzynarodowe | Międzynarodowe | Międzynarodowe | Międzynarodowe | Międzynarodowe | Międzynarodowe | Międzynarodowe | Międzynarodowe | Międzynarodowe | Międzynarodowe | Międzynarodowe | Międzynarodowe | Międzynarodowe | Międzynarodowe | Międzynarodowe |
| ------------------------------------- | -------------- | -------------- | -------------- | -------------- | -------------- | -------------- | -------------- | -------------- | -------------- | -------------- | -------------- | -------------- | -------------- | -------------- | -------------- | -------------- | -------------- | -------------- | -------------- | -------------- | -------------- | -------------- | -------------- | -------------- |
| Igrzyska olimpijskie                  |                |                |                |                |                |                |                |                |                | 5              |                |                |                | 4              |                |                |                |                |                |                |                |                |                |                |
| Mistrzostwa świata                    |                |                |                |                | 18             |                | 20             |                | 7              | 3              | 3              | 7              | 5              | 2              |                |                | 8              |                |                |                |                |                |                |                |
| Mistrzostwa czterech kontynentów      |                |                |                |                |                |                | 5              | 4              | 1              |                | 1              |                | 1              |                | WD             | 10             | 6              |                |                |                |                |                |                |                |
| GP Finał Grand Prix                   |                |                |                |                |                |                | 5              |                |                |                | 6              | 1              |                |                | 4              |                |                |                |                |                |                |                |                |                |
| GP Bofrost Cup on Ice                 |                |                |                |                |                |                |                |                |                |                | 2              |                |                |                |                |                |                |                |                |                |                |                |                |                |
| GP Cup of China                       |                |                |                |                |                |                |                |                |                |                |                | 3              |                |                |                | 4              |                | 7              |                |                |                |                |                |                |
| GP Cup of Russia                      |                |                |                |                |                |                |                |                |                |                |                |                |                | 7              |                | 5              | 3              |                |                |                |                |                |                |                |
| GP Trophée Eric Bompard               |                |                |                |                |                |                |                | 7              |                |                |                |                | 4              |                |                |                |                |                | 8              |                |                |                |                |                |
| GP NHK Trophy                         |                |                |                |                | 6              | 5              | 3              | 8              | 5              | 7              | 4              | 1              |                | 2              | 2              |                |                |                |                |                |                |                |                |                |
| GP Skate America                      |                |                |                |                |                |                |                |                |                |                |                |                |                |                |                |                |                | 4              |                |                |                |                |                |                |
| GP Skate Canada International         |                |                |                |                |                |                | 2              |                | 3              | 4              | 2              |                | 4              | 8              | 2              |                | 2              |                | 9              |                |                |                |                |                |
| Igrzyska dobrej woli                  |                |                |                |                |                |                |                |                |                | 3              |                |                |                |                |                |                |                |                |                |                |                |                |                |                |
| Nebelhorn Trophy                      |                |                |                |                | 4              |                |                |                |                |                |                |                |                |                |                |                |                |                |                |                |                |                |                |                |
| Finlandia Trophy                      |                |                |                |                |                |                |                |                |                |                |                |                |                |                |                |                |                | 7              |                |                |                |                |                |                |
| Zimowe igrzyska azjatyckie            |                |                |                | 3              |                |                | 3              |                |                |                | 2              |                |                |                | 2              |                |                |                |                |                |                |                |                |                |
| Międzynarodowe: Kategorie młodzieżowe |                |                |                |                |                |                |                |                |                |                |                |                |                |                |                |                |                |                |                |                |                |                |                |                |
| Mistrzostwa świata juniorów           |                |                |                | 4              | 4              |                |                |                |                |                |                |                |                |                |                |                |                |                |                |                |                |                |                |                |
| Blue Swords                           |                |                |                | 3 J            |                |                |                |                |                |                |                |                |                |                |                |                |                |                |                |                |                |                |                |                |
| Gardena Spring Trophy                 |                | 7 J            |                |                |                |                |                |                |                |                |                |                |                |                |                |                |                |                |                |                |                |                |                |                |
| Krajowe                               |                |                |                |                |                |                |                |                |                |                |                |                |                |                |                |                |                |                |                |                |                |                |                |                |
| Mistrzostwa Japonii                   |                |                |                | 4              | 1              | 2              | 2              | 3              | 1              | 1              | 1              | 2              | 3              | 1              | 4              | 4              | 2              | 7              | 7              |                |                |                |                |                |
| Mistrzostwa Japonii Juniorów          | 10             | 9              | 10             | 2              | 2              |                |                |                |                |                |                |                |                |                |                |                |                |                |                |                |                |                |                |                |
| Eastern Sectional                     |                |                |                |                |                |                |                |                |                |                |                |                |                |                |                |                |                |                |                | 12             | 11             | 11             |                |                |